# Azle
Azle ist eine Stadt im Parker County und Tarrant County im Bundesstaat Texas der Vereinigten Staaten und gehört zum Dallas-Fort-Worth-Metroplex. Das U.S. Census Bureau hat bei der Volkszählung 2020 eine Einwohnerzahl von 13.369 ermittelt.

## Geografie
Die Stadt liegt im mittleren Nordosten von Texas in der Nähe der Highways 20, 30, 35 und 820, ist im Norden etwa 90 Kilometer von Oklahoma entfernt und hat eine Gesamtfläche von 21,3 km², davon 0,1 km² Wasserfläche. Die Entfernung zu Fort Worth im Südosten beträgt etwa 30 Kilometer und zu dem im Osten befindlichen Dallas etwa 90 Kilometer.

## Geschichte
Die erste Aufzeichnung einer Besiedlung durch Weiße stammt aus dem Jahr 1846, als ein Arzt namens James Azle Steward die Blockhütte eines Holländers namens Rumsfeldt übernahm. Andere Siedler folgten und ließen sich entlang den hier vorhandenen Flüssen Ash Creek, Silver Creek und Walnut Creek nieder. 1881 öffnete das erste Postbüro und die Ansiedlung bekam den Namen des Postmeisters O'Bar. Kurz darauf wurde sie aber umbenannt in Azle, zu Ehren des ersten Arztes hier.
Haupteinnahmequelle waren damals der Verkauf von Agrarprodukten und Baumwolle. Im 20. Jahrhundert kam die Produktion von Milchprodukten hinzu, die hauptsächlich auf den Märkten in Fort Worth verkauft wurden. Im Jahre 1920 lebten hier 150 Einwohner. Um 1930 wurde der Trinity River aufgestaut und versorgte die Stadt gegen Ende der 30er Jahre mit Elektrizität. In Folge davon und durch den Bau des Highways zwischen Azle und Fort Worth begann die Bevölkerung zu wachsen und stieg von 1940 bis 1960 von 800 auf 2696 Einwohner. 1980 waren es bereits 5822 Einwohner.

## Demografische Daten
Nach der Volkszählung im Jahr 2000 lebten hier 9.600 Menschen in 3.716 Haushalten und 2.701 Familien. Die Bevölkerungsdichte betrug 452,0 Einwohner pro km². Ethnisch betrachtet setzt sich die Bevölkerung zusammen aus 95,90 % weißer Bevölkerung, 0,22 % Afroamerikanern, 0,66 % amerikanischen Ureinwohnern, 0,51 % Asiaten, 0,02 % Bewohnern aus dem pazifischen Inselraum und 1,41 % aus anderen ethnischen Gruppen. Etwa 1,29 % stammen von zwei oder mehr Rassen ab und 4,20 % der Bevölkerung sind Spanier oder Latein-Amerikaner.
Von den 3.716 Haushalten hatten 35,3 % Kinder unter 18 Jahre, die im Haushalt lebten. 57,5 % davon waren verheiratete, zusammenlebende Paare. 11,2 % waren allein erziehende Mütter und 27,3 % waren keine Familien. 24,0 % aller Haushalte waren Singlehaushalte und in 10,1 % lebten Menschen, die 65 Jahre oder älter waren. Die Durchschnittshaushaltsgröße betrug 2,54 und die durchschnittliche Größe einer Familie 3,00 Personen.
26,3 % der Bevölkerung waren unter 18 Jahre alt, 7,8 % von 18 bis 24, 29,3 % von 25 bis 44, 23,7 % von 45 bis 64, und 12,8 % die 65 Jahre oder älter waren. Das Durchschnittsalter war 37 Jahre. Auf 100 weibliche Personen aller Altersgruppen kamen 92,2 männliche Personen. Auf 100 Frauen im Alter von 18 Jahren und darüber kamen 88,1 Männer.

Das jährliche Durchschnittseinkommen eines Haushalts betrug 43.304 USD, das Durchschnittseinkommen einer Familie 51.660 USD. Männer hatten ein Durchschnittseinkommen von 37.522 USD gegenüber den Frauen mit 26.998 USD. Das Prokopfeinkommen betrug 20.817 USD. 9,1 % der Bevölkerung und 6,9 % der Familien lebten unterhalb der Armutsgrenze. Davon waren 11,0 % Kinder und Jugendliche unter 18 Jahren und 13,3 % waren 65 oder älter.

## Kriminalität
Die Kriminalitätsrate hat einen Index von 255,7 Punkte. (Vergl. US-Landesdurchschnitt: 329,7 Punkte)

2003 gab es 4 Vergewaltigungen, 4 Raubüberfälle, 24 tätliche Angriffe auf Personen, 65 Einbrüche, 274 Diebstähle und 18 Autodiebstähle.